# 熊本音楽短期大学
熊本音楽短期大学（くまもとおんがくたんきだいがく、英語: Kumamoto Music Junior College）は、熊本県上益城郡御船町大字滝川字東原1658番地に本部を置いていた日本の私立大学である。1972年に設置され、2002年に廃止された。大学の略称は熊音短。

## 概要

### 大学全体
- 熊本県上益城郡御船町に所在した日本の私立短期大学で、設置主体は学校法人御船学園[1]。
- 1学科2専攻、入学総定員60名体制で1972年に開学[2]。
- 2000年度の入学生を最後に[注釈 2]、2002年に短期大学としての使命を終える[4]。

### 教育および研究
- 音楽教育に特化していた。声楽専攻には声楽・音楽教育Aの各コースが、器楽専攻にはピアノ・管楽・弦楽・打楽・電子オルガン・作曲・音楽教育B・音楽情報ビジネス・ポピュラー音楽の各コースがあった[注釈 3]。

### 学風および特色
- 九州で唯一の音楽短大として設立された。
- 1978年より留学生制度を設けていた。
- 修業年限1年制の専攻科さらにその上の研究生制度（1年制）を設けていた[6][5]。

## 沿革
- 1971年
  - 4月23日 - 設立準備委員会が発足する[8][9]。
  - 9月30日 - 文部省[注釈 5]に短期大学の設置認可に関する申請を行う[9][8]。
- 1972年
  - 3月2日 - 4階建校舎（1号館）落成[8]。
  - 3月30日 - 学校法人御船学園設立認可、初代理事長に出田憲二就任[8]。文部省[注釈 6]より短期大学の設置が認可される[9]。
  - 4月1日 - 熊本音楽短期大学が以下の学科体制にて開学する（入学定員 声楽専攻30人、器楽専攻30人 総定員120人）[8]。
    - 音楽科
      - 声楽専攻
      - 器楽専攻

  - 4月12日 - 第1回入学式挙行、入学生82人[8]。
  - 5月1日 - 学生数[10]/定員
    - 音楽科 82[注釈 7]
- 1974年
  - 1月23日 - 専攻科音楽専攻[注釈 8]設置認可[11][8]。
  - 3月9日 - 第1回卒業式挙行、卒業者81人[8]。
  - 4月1日 - 専攻科開設、入学者20人[8]。
- 1975年
  - 12月3日 - 音楽科定員増員認可（入学定員 声楽専攻30人、器楽専攻70人 総定員200人）[8]。
- 1976年
  - 4月1日 - 音楽科器楽専攻の入学定員を30→70に増員。
  - 5月1日 - 学生数[12]/定員
    - 音楽科 246[注釈 9]/160

  - 7月21日 - 2号館校舎落成[8]。
- 1979年
  - 4月1日 - 専攻科音楽専攻の入学定員を10→30に増員[11]。
  - 5月1日 - 学生数[13]/定員
    - 音楽科 214[注釈 10]
- 1981年
  - 2月28日 - 体育館兼演奏ホール落成[8]。
- 1984年
  - 9月30日 - 3号館校舎落成[8]。
- 1985年
  - 1月31日 - 4号館校舎落成[8]。
- 1987年
  - 4月24日 - 阿蘇研修所建物落成[8]。
- 1989年
  - 1月27日 - オペラ「細川ガラシア」公演（東京ゆうぽうとホール）[8]。
- 1997年
  - 9月14日 - "Kumamoto College of Music Wind Orchestra and Chorus"公演（アメリカ、カーネギー・ホール）[8]。
- 2000年
  - 4月1日 - 音楽療法士（2種）養成の教育課程を全国音楽療法士養成協議会から認定[8]。この年度をもって学生募集が最終となる[注釈 2]。
  - 5月1日 - 学生数 252人[注釈 11][14]。
- 2001年
  - 4月1日 - 平成音楽大学開学[15][8]。
- 2002年
  - 3月31日 - 熊本音楽短期大学閉学[15]。
  - 7月30日 - 左記を以て正式廃止[4][8]。

## 基礎データ

### 所在地
- 熊本県上益城郡御船町大字滝川字東原1658番地[16]

### 象徴
- 熊本音楽短期大学のカレッジマークは音符の絵柄をそのまま用いた簡素なものとなっていた[9]。

## 教育および研究

### 組織

#### 学科
- 音楽科
  - 声楽専攻 入学定員30名
  - 器楽専攻 入学定員70名

#### 専攻科
- 音楽専攻：1年制

#### 別科
- なし

#### 取得資格について
- 教職課程として中学校教諭二種免許状（音楽）が設置されていた[18]。

#### 附属機関
- 音楽療法情報センター 1997年4月開設
- 音楽研究所 1985年5月開設

### 研究
- 『熊本音楽短期大学紀要』[19]。

## 学生生活

### 学園祭
- 熊本音楽短期大学の学園祭は「Music Festa」と呼ばれていた[20]。

## 大学関係者と組織

### 出身者
- 相越久枝 - ラジオパーソナリティ
- ミカ・ストルツマン - マリンバ奏者

## 施設

### キャンパス
- 当時短期大学の図書館は、およそ20,000冊の蔵書数を誇っていた[21]。

### 学生食堂
- 短期大学内にあり[21]。

### 寮
- 熊本音楽短期大学には「音大女子寮」と称した女子寮があった（1978年2月落成、5階建て[8]）。当時、収容人数150名[21]。

## 社会との関わり
- 1997年9月14日、開学25周年記念としてのニューヨークのカーネギホールで単独公演"Kumamoto College of Music Wind Orchestra and Chorus"が行われた[22][8]。

## 卒業後の進路について

### 編入学･進学実績
- 熊本音楽短期大学専攻科のほか武蔵野音楽大学などがある[23]。